# Афера Агрокомерц
Афера Агрокомерц из 1987. године је био банкарски скандал који је довео до повећене стопе инфлације у Југославији, те политичке дестабилизације СР Босне и Херцеговине. Афера коју је југословенска штампа упоредила са Вотергејт скандалом је била везана за Агрокомерц, гиганта из Велике Кладуше који је производио храну. Афера је утицала на углед Хамдије Поздерца, који је у то вријеме био члан предсједништва. Афера је резултовала уклањањем Поздерца са политичке сцене, и сматра се једним од најважнијих скандала који су претходили рату.
Осамдесетих година Агрокомерц је запао у сумњиве банкарске послове јер је корпорација издавала бројне високе каматне мјенице без одговарајућег финансијског капитала. Директор корпорације Фикрет Абдић је изгубио финансијску оријентацију јер је компанија издала више од милијарде долара непоштених мјеница. Проблем је настао када је штампа јавила највећу економску аферу у бившој Југославији што је покренуло 250% већу стопу инфлације. Абдић је послат на суд и то је један од најважнијих догађаја у Југославији касних осамдесетих година двадесетог вијека.